# Без мундира
«Без мундира» (рос. «Без мундира») — радянська виробничо-соціальна драма 1988 року, знята режисером  Дмитром Свєтозаровим.

## Сюжет
Начальник Первомайської залізниці на першому етапі перебудови, випадково дізнавшись, що його хочуть зняти з роботи, вирішує здійснити давно задуманий ним експеримент — пустити по шляхах надважкий потяг…

## У ролях
- Анатолій Васильєв —  Свіблов
- Андрій Ніколаєв —  Звонарьов
- Віктор Проскурін —  Шухов
- Віктор Єгунов —  Костромічев
- Капар Медетбеков —  Алабаєв
- Володимир Кашпур —  Траков
- Петро Щербаков —  Валерій Павлович
- Герман Колушкін —  Філін
- Ольга Машная —  «Дюймовочка»
- Йосип Риклін —  Шлапобергський

## Знімальна група
- Режисер —  Дмитро Свєтозаров
- Сценарист — Олександр Горохов
- Оператори: Олександр Устинов, Олександр Чечулін
- Художник — Михайло Суздалов
- Композитори:  Андрій Макаревич,  Олександр Зайцев,  Олександр Кутіков